# هوکای ابی
هوکای ابی (به ژاپنی: ホッカイエビ) به معنی میگوی دریای شمالی یک از ماهی‌هایی است که به عنوان عناصر سوشی در ژاپن استفاده می‌شود.